# Sanatorium Towarzystwa Ochrony Zdrowia
Sanatorium Towarzystwa Ochrony Zdrowia – szpital ufundowany przez Helenę Trylling, istniejący w Białymstoku przy ul. Fabrycznej 27 do II wojny światowej.

## Historia
Placówka była przeznaczona dla dzieci zagrożonych gruźlicą, podczas okupacji niemieckiej służyła zaś jako szpital gettowy. Działalność ośrodka pokazuje film Żydowskie życie w Białymstoku (Jewish Life in Białystok). Placówka przeszła do historii jako ostatni punkt oporu powstańców w getcie białostockim w 1943 roku. W 2002 roku robotnicy budowlani znaleźli tu owinięte w kawałki gazet w języku jidysz elementy zastawy stołowej i lichtarze, należące prawdopodobnie do zamożnej mieszczańskiej rodziny żydowskiej – znalezisko określono „skarbem z Fabrycznej”. Historię znaleziska przedstawia film Skarb z ulicy Fabrycznej autorstwa Beaty Hyży-Czołpińskiej. 
Dawny budynek Sanatorium Towarzystwa Ochrony Zdrowia jest jednym z punktów otwartego w czerwcu 2008 r. Szlaku Dziedzictwa Żydowskiego w Białymstoku opracowanego przez grupę doktorantów i studentów UwB – wolontariuszy Fundacji Uniwersytetu w Białymstoku.